# Place Michel-Audiard
La place Michel-Audiard est une voie située dans le quartier du Petit-Montrouge du 14e arrondissement de Paris.

## Situation et accès
La place Michel-Audiard est desservie à proximité par la ligne 4 à la station Mouton-Duvernet.

## Origine du nom
Elle porte le nom du dialoguiste et réalisateur Michel Audiard (1920-1985).

## Historique
La place est créée et prend sa dénomination actuelle le 14 janvier 1994 sur l'emprise des voies qui la bordent.

## Bâtiments remarquables et lieux de mémoire
- Sur cette place (ou au n°44 de la rue Du Couédic) était située l’ancienne mairie-annexe du Petit-Montrouge[2].